# Ле Муреле (Ливорно)
Ле Муреле је насеље у Италији у округу Ливорно, региону Тоскана.
Према процени из 2011. у насељу је живело 38 становника. Насеље се налази на надморској висини од 9 м.